# Викторовка (Херсонская область)
Викторовка (укр. Вікторівка) — село в Генической городской общине Генического района Херсонской области Украины.
Население по переписи 2001 года составляло 237 человек. Почтовый индекс — 75531. Телефонный код — 55-34. Код КОАТУУ — 6522184002.